# Baltmannsweiler
Baltmannsweiler è un comune tedesco di 5 552 abitanti, situato nel land del Baden-Württemberg.